# Kommunala flickskolan i Kristianstad
Kristianstads kommunala flickskola grundades 1934. Tillstånd för skolan beviljades staden den 27 april 1934,  och Elementarläroverket ombildades till en kommunal flickskola. Skolan hette tidigare AB Christianstads Elementärläroverk för flickor. Stadsfullmäktige i Kristianstad valde styrelse för skolan den 6 juli 1934. Den särskilda styrelsen för skolan upphörde den 30 juni 1958 och verksamheten övertogs då av Skolstyrelsen i staden. Kommunala flickskolan i Kristianstad upphörde 1973.

## Skolbyggnaden
Efter att AB Christianstads Elementarläroverk för flickor fått en tomt av Kristianstad stad 1895 beviljades bygglov för en skola samma år. Marken hade tidigare arrenderats av en trädgårdsmästare Nils Björklund. Denne flyttade då till Hammar och hans söner grundade sedan Björklunds nejlikeodlingar i Hammarslund. Skolan byggdes av byggmästare Nils Andersson Liljecrantz. Det blev en tvåvånings tegelbyggnad med utskjutande mittparti mot väster där huvudingången fanns och två flyglar mot öster. Förutom lärosalar fanns bibliotek, lärarrum och vaktmästarbostad i bottenvåningen. Samlings- och gymnastiksal fanns på ovanvåningen där också föreståndarinnans bostad fanns. Skolan hade också eget skolkök. Skolbyggnaden invigdes den 2 september 1896. 1934 blev skolan kommunal flickskola och 1936 blev Kristianstad stad åter ägare av tomten och skolbyggnaden. 1958 uppfördes en paviljong i trä utmed tidigare vattningavägen. Denna paviljong fungerade en kort tid på 1960-talet sommartid som vandrarhem. 1980 byggdes den äldre skolbyggnaden som då tillhörde Söderportgymnasiet ut och utrymmet mellan de båda flyglarna åt öster togs i anspråk för nya lärosalar. Skolbyggnaden tillhör 2024 fortsatt Söderportgymnasiet. På den gamla skolgården öster om skolan har det byggts ett parkeringshus.

## Skolhistoria
Elementarskolan hade som mest 1922 372 elever men sedan minskade elevantalet. 1922 fick flickor tillgång till Högre Allmänna Läroverkets gymnasium. Ännu mera påverkan kom då 1927 års riksdag fattade beslut om skolornas omorganisation. Beslutet innebar att flickor på samma villkor som pojkar fick tillträde till den fyraåriga och femåriga realskolan. Flickskolan skulle konkurrera mot statliga realskolor med flera förmåner och lägre terminsavgifter. 1928 beslutades att flickskolorna skulle förkortas till sju istället för åtta klasser och de förberedande årskurserna slopades samtidigt. Våren 1930 hade den förberedande skolan avvecklats i Kristianstad och 1931 intogs ingen första klass på skolan. Den nyinrättade skolan följde den kommunala flickskolans kurser. Även de övriga klassernas kurser ändrades. Engelska blev andraspråk och franska tredjespråk. 1932 inrättades en sexårig skola med intagning från folkskolans årskurs sex. 1932 sänktes terminsavgifterna till 50 kr, samma belopp som realskolan hade.
Lily Celander har kort skildrat skolan historia i Svenska Stadmonografier (Kristianstad, Hässleholm, Ängelholm, Simrishamn) En kommunalisering av skolan  började planeras av kommunen 1929 men inget beslut fattades. Staden Kristianstad kopplade samman frågan med en utbyggnad av läroverket och det fördröjde beslutet. Landstinget skulle dra in sitt bidrag på 3 000 kr till skolan om den kommunaliserades. Det var skolföreståndaren Clara Mucnk af Rosenschöld som drev på kommunaliseringen av skolan.
Den 6 december 1933 fattade Kristianstad stadsfullmäktig med 23 röster mot 11 att lämna in en framställan om inrättande av en kommunal flickskola. Tillstånd för skolan beviljades av regeringen 27 april 1934. Rosenschöld ledde sedan skolan till 1945 då hon avgick med pension. Efter kommunaliseringen fick skolan arbeta i ett lugnare samhällsklimat. Skolan har inriktats på fickors utveckling med inriktning på allmänbildning, praktiska kunskaper i slöjd och hushållskunskap och med mindre examenshets. Terminsavgifterna är lika i alla klasser och på samma nivå som i statliga realskolans. Elevantalet har legat omkring 240 elever. Skolbyggnaden ansåg Lily Celander var helt omodern 1947 då historiken skrevs. Hon hade förhoppningar om att byggnadsfrågan skulle lösas. 1958 byggdes en paviljong för att förbättra lokalerna då Lily Celander fortfarande var rektor på skolan. Gymnastikundervisningen bedrevs utanför skolan i lokaler i gamla Ljunggrens verkstad. När skolan upphörde 1973 var det 23 elever som slutade skolan, de sista flickskoleeleverna i Sverige.

## Rektorer
- Clara Sofia Carolina Munck af Rosenschöld, 1880–1975; tillförordnad  rektor då skolan grundades 1934.[4] Clara Rosensköld var föreståndare för AB Christianstads Elementärläroverk för flickor från 1919. Munck af Rosenschöld föddes 1880-01-30 i Kristianstad. Hon utexaminerades från högre lärarinneseminarium 1901-05-31. Hon var sedan lärarinna vid Sofi Almqvists samskola i Stockholm 1901–1903 och vid Afzelii elementarläroverk för flickor i Stockholm 1903–1919. Föreståndarinna för Kristianstads elementarläroverk för flickor 1919-07-01. Från 1934-07-01 rektor vid Kristianstads kommunala flickskola. Avgick med pension 1945.
- Lily Hildegard Gabriella Celander 1895–1987;  född i New York, USA, examen vid högre lärarinneseminariet 1916. Deltagare i kurs i franska i Strängnäs och Saint Cast, engelska i Oxford och Sigtuna. 1916–1917, ämneslärare vid Kristianstads elementarläroverk för flickor, 1917–1934, ordinarie ämneslärare vid kommunala flickskolan 1934, rektor där från 1945.[5] Bibiiotekarie vid flickskolan 1918–1946. Styrelseledamot i Fredrika Bremer-förbundet, och i Motett- o. musiksällskapet.[6] Lily Celander hade varit elev på skolan från 1906 innan hon sedan blev lärare på skolan 1916. Hon efterträdde Rosenschöld som rektor 1945.
- Ernst Georg Sahlin, 1901–1980; rektor från 1961.

## Bakgrund

### Flickskolor i Kristianstad
Emilie Virgin startade på hösten 1872 en skola som kallades Virginska skolan i Kristianstad. Skolan startade i liten skala. Första året hade skolan en klass med 8 elever som började en sjuårig utbildning. Antalet klasser ökade därefter och Emelie Virgin var en framstående pedagog som präglade skolan. Hon anpassade undervisningen efter flickorna och eleverna delgavs gedigna kunskaper i de viktigaste ämnena. Förutom i svenska undervisades i franska, som var förstaspråk i ytterligare ett främmande språk.   
Årsskriften för Virginska flickskolan i Kristianstad för året1884-1885, berättar att lärjungarna det året var upp till 14 år gamla. Skoldagarna började med en gemensam morgonbön för skolans alla 7 klasser klockan 8.40-9.00 med psalmsång, bön och bibelläsning, "varvid Petri epistlar och delar av Esias samt Phillipinerbrefvet hava genomgåtts. Hvarje lördag och måndag har söndags evangeliet med förklaringar och tillämpningar blifvit genomgången”.  
Skolämnen på skolan var inriktade på humanistiska ämnen och utgjordes av Bibelkunskap 2 timmar per vecka (2 vt) med Bibelläsning, Bergspredikan, Katekes, Bibelspråk och psalmer. Svensk historia (2 vt) och Allmän världs historia (2 vt) hade en stor plats på skolan. 2 timmar bibelkunskap med 4 timmar historia utgjorde 6 timmar med undervisning inriktning mot kristendom och historia. Ämnena hade samma prioritet som all undervisning med undervisning mot naturvetenskap och matematik.
Språkundervisningen var huvudinriktningen på skolan med undervisning i modersmålet (3 vt) med läsning ur Folkskolans läsebok, Satslära efter Sundéns lärobok som användes i skolan från 1870-talet till 1940-talet och upplevde över 40 upplagor. undervisningen omfattade också rättskrivningsövningar. Uppsatsämnen var under läsåret  Björnen, Island, Heliga Birgitta, översättning från franskan, slutligen undervisades i brevlära inom ämnet. Franska språket var högt prioriterat med 5 veckotimmar. Undervisningen ägnades åt översättningar, stycken ur  Ahns lärobok, Rose och Rocherolls bok. Grammatik med skrivning efter diktamen och därtill talövningar. Till detta lades 3 timmar tyska. Sammanlagt 11 timmar språkundervisning på veckoschemat.
Det var sämre beställt med undervisning inriktad på naturvetenskap, matematik eller teknik. Ämnen som kemi och fysik saknades och geografi (1vt) och matematik (3vt) var lägre prioriterade jämförelsevis i matematik behandlades Aritmetik, Reguladitri , allmänna bråk, teknik för huvudräkning, Geometri med lättare geometriska konstruktioner. Naturkunnighet  (2vt) var inriktad på biologi med zoologi exempelvis undervisning om kräldjur och groddjur, och botanik med växtundersökning sammanlagt för alla ämnen i gruppen 6 veckotimmar.
Praktiska ämnen var de moderna övningsämnena men med andra namn, textilslöjd kallades handarbete (2vt) och året inriktat på linnesöm och plattsömbroderi samt teckning (1vt) med frihandsteckning av plana figurer och färglära. Dessutom tillkom musik som hette sång med (2 vt) och  en väl tilltagen tid  gymnastik (4 vt) sammanlagt 9 veckotimmar.
Trångboddhet för skolan gjorde att ett hus vid Lastageplatsen 3 köptes in för skolan. Huset finns fortfarande och restaurerades 1990 av HSB. Undervisningen finansierades helt med terminsavgifter till 1883 då skolan erhöll ett litet statsbidrag på 1500kr. Trots detta anställdes fler lärare och även lärarna vid Högre allmänna läroverket i staden deltog i undervisningen. Den sjuåriga skolan fick två förberedande läsår som efter en tid blev treårig. 1890 hade skolan en treårig småskola och en 8-årig elementarskola med 132 elever.  
Emelie Virgin överlät, då hon flyttade till Stockholm för att leda Sophiahemmet. 1892 denna skola till ett konsortium, och skolan fick namnet Christianstads elementärläroverk för flickor. Skolan ombildades 1895 till aktiebolag och hette sedan AB Christianstads elementärläroverk för flickor. 1934 fick staden tillstånd att ombilda skolan till en kommunal flickskola, med namnet Kristianstads kommunala flickskola.
Christianstads Elementärläroverk för flickor leddes av föreståndaren Laura Lovén (1854-1929) med kyrkoherde Emil Flygare som ordförande för skolans styrelse. 1895 blev skolan aktiebolag och beviljades 2 500 kr i anslag av staden. 1896 anställdes lektor W Lindskog som studierektor och han efterträddes sedan av Bengt Bergqvist lärare på läroverket, som sedermera blev generaldirektör och eklesiastikminister. Även Lovéns syster var lärare på skolan och de bodde tillsammans i föreståndarbostaden. På 1890-talet hade skolan 9 lärarinnor. 1905 hade skolan 223 elever och störst var skolan 1922 med 372 elever. Skolan disponerade området från den så kallade Vattningavägen österut till Västra Storgatan och söderut till Långebrogatan. 1913 slutade Laura Lovén på skolan efter 21 år som föreståndare på skolan. Hon efterträddes åren 1913-1919 av Greta Säwe (1882-1964).
- 1872–1892 Virginska skolan
- 1892–1895 Christianstads Elementärläroverk för flickor
- 1895–1934 AB Christianstads Elementärläroverk för flickor
- 1934–1973 Kristianstads kommunala flickskola

### Utbildningar öppnas för flickor
På 1920-talet  undervisades flickor för realexamen på 80 privata högre flickskolor, 15 privata mellan- och samskolor, 18 statliga samskolor samt en statlig flickskola och i 80 kommunala mellanskolor. Undervisningen var i form av samskolor med undantag av flickskolorna. De privata flickskolorna fick statsbidrag sedan 1874 men finansierades till stor del med elevavgifter. Storleken på det statliga stödet i flickskolorna diskuterades men det ekonomiska huvudansvaret för utbildning av flickor i realskolan och på gymnasierna var familjens. 1905 startades 19 statligt finansierade läroverk för flickor och de blev samskolor. De statliga samskolorna hade betydligt lägre elevavgifter än flickskolornas. På de statliga läroverken gick oftast enbart pojkar och flickor kunde inte söka till skolorna. 1927 gjordes en skolreform som medförde förändringar. Flickor fick tillträde till (de flesta) statliga gymnasierna. Flickor fick därmed möjligheter att nå studentexamen genom att studera på allmänna skolor. 
Reformen innebar att kommunala flickskolor inrättades och tidigare privata skolor ombildades eller lades ner. Skolformernas längd och anknytning till folkskolan och gymnasiet förändrades. Flickskolan hade varit åttaårig avvecklades gradvis och den  ersattes med linjer på sex eller sju år. Övergången från folkskolan kunde ske från fjärde eller sjätte klass. Någon allmän tid för anknytning till gymnasium skapades inte, utan denna var olika på olika skolor. Efter avslutad realskola eller flickskola kunde man börja på det nybildade treåriga gymnasiet, medan övergång till det fyraåriga gymnasiet kunde ske från de näst högsta klasserna.
Flickskolans fick ett förändrat innehåll med mer praktisk inriktning och nya ämnen med husligt innehåll gjordes obligatoriska. De sista årskurserna fick olika linjer med teoretisk och praktisk inriktning. Flickskolan blev ekonomiskt billigare, mer praktiskt inriktad särskoleform för flickor med dubbla målsättningar att utbilda flickorna till goda husmödrar och vara en förberedelse för arbete inom enklare yrken.
1962 fattades ett beslut att avveckla flickskolorna. Beslutet hörde samman med grundskolans införande. 1973 lämnade de sista eleverna flickskolorna i Sverige och då avslutades en mer än hundraårig epok i de svenska skolornas historia.